# نيكولاي بيرتشت
نيكولاي بيرتشت (بالرومانية: Nicolae Berechet)‏ (16 أبريل 1915 – 14 أغسطس 1936) هو ملاكم روماني راحل، مثّل بلاده في الألعاب الأولمبية الصيفية 1936.

## روابط خارجية
نيكولاي بيرتشت على موقع أوليمبيديا (الإنجليزية)